# 千葉瑞己
千葉 瑞己（ちば みずき、2月26日 - ）は、日本の声優、俳優。マウスプロモーション所属。

## 人物
特技は歌、MC、料理、匍匐前進。趣味はアニメ、ゲーム、TRPG。
資格は普通自動車免許、大型自動二輪車免許、剣道初段、銃剣道初段。
以前はナムクリエイションに所属していた。2025年1月6日、マウスプロモーションへの移籍が発表された。

## 出演
太字はメインキャラクター。

### テレビアニメ
- 雨色ココア in Hawaii（2017年）
- あめこん!!（2017年）
- ACTORS -Songs Connection-（2019年、警備員）
- number24（2020年、玉城蓮[4]）
- 邪神ちゃんドロップキック'（2020年、ガネーシャ）
- TSUKIPRO THE ANIMATION 2（2021年、御風呂庵）
- フットサルボーイズ!!!!!（2022年、十河夏輝[5]）
- ゴブリンスレイヤーII（2023年、ゴブリン）
- 婚約破棄された令嬢を拾った俺が、イケナイことを教え込む（2023年、グロー）

### 劇場アニメ
- カゲロウデイズ-in a days-（2016年、テロリスト）

### ゲーム
- エターナルスカーレット（2018年、ロビン）
- REALIVE!〜帝都神楽舞隊〜（2019年、藤堂豪一郎）
- フットサルボーイズ!!!!! ハイファイリーグ（2021年、十河夏輝[6]）
- 「カルテットファンタジア」（2021年）
- 「戦策三国志」（2021年）
- 「滄海天記」（2022年、森蘭丸）
- 「戦国 A LIVE」（2023年、マスター）

### ドラマCD
- BrightStar〜Stargazer〜（2021年、アークツルス・シュタイン）
- 「アレグロフェローチェ」（2022年、向井真 ）

### ボイスコミック
- 「メゾンドモザイク」（2022年、三浦彰 ）

### 舞台
2017年
- ウィズステージvol.4『結ひの忍』（2017年）- アンサンブル/旭の声

2018年
- toshiLOG vol.1朗読劇『さよならのかわりに』（2018年3月7日 - 11日）- 山本健司 役
- レティクル東京座『氷雨丸～常花の青年遊郭～』（2018年6月6日 - 10日、新宿村LIVE）- チョウジ 役
- 『信長の野望・大志　～冬の陣～』（2018年11月8日 - 12日、シアター1010）- 源兵衛 役

2019年
- AGF2019ツキプロ合同特別企画『月花神楽・花王宴』（2019年11月9日 - 10日）- 御風呂庵 役
- IdentityV Identity V STAGE Episode1『What to draw』（2019年11月29日 - 12月8日、サンシャイン劇場）- サバイバー／占い師 （イライ・クラーク）役

2020年
- 音楽劇『黒と白 -purgatorium-』（2020年2月19日 - 23日、日本青年館ホール）- 寛容／ガブリエル 役
- 朗読劇『さよならのかわりに』（2020年3月11日 - 15日、R'sアートコート労音大久保会館）- 山本健司 役 ※Wキャスト ※新型コロナウィルス感染拡大に伴い公演中止
- IdentityV STAGE Episode2『Double Down』（2020年6月2日 - 7日、ヒューリックホール東京）- サバイバー／占い師 （イライ・クラーク） 役 ※新型コロナウィルス感染拡大に伴い公演中止
- スマホ連動"ヒロイン体験朗読劇"『特別捜査密着24時』from 100シーンの恋＋（2020年7月3日 - 6日、R'sアートコート）- 浅野修介 役 ※7月3日・4日の4公演
- IdentityV STAGE Episode3『Cry for the moon』（2020年9月10日 - 18日、TACHIKAWA STAGE GARDEN）- サバイバー／占い師（イライ・クラーク） 役
- IdentityV STAGE 『大感謝祭』（2020年11月19日・20日、舞浜アンフィシアター）- サバイバー／占い師 （イライ・クラーク） 役
- 音楽劇『黒と白 －purgatorium－ ad libitum』（2020年11月27日 - 12月6日、ヒューリックホール東京）- 寛容／ガブリエル 役

2021年
- Identity V STAGE Episode2『Double Down』（2021年3月24日 - 4月1日、TACHIKAWA STAGE GARDEN）- サバイバー／占い師（イライ・クラーク） 役
- 饗宴『茜さすセカイでキミと詠う〜絆〜』（2021年5月12日 - 18日、CBGKシブゲキ!!）- 主演 高杉晋作 役
- 音楽劇『黒と白 -purgatorium- amoroso』（2021年6月30日 - 7月4日、シアターGロッソ）- 寛容／ガブリエル 役
- こんとらいぶ『区立すーぱーうるとらスゲェふぁいやーこんと小学校 えくすとら』（2021年8月24日 - 29日、シアターサンモール）
- UZR第5回本公演『この夏から一番遠い群青（あお）を探して』（2021年8月28日 - 9月6日、劇場MOMO）- かたしろさま 役　※9月1日ゲスト出演
- 舞台『みんなでメイキングBL』（2021年10月22日 - 24日、アトリエファンファーレ東新宿）- ナルシスト（美作聖） 役
- 『滄海天記』（2021年12月8日 - 13日、シアター1010）- カズヤ 役

2022年
- 『悪役令嬢ですが攻略対象の様子が異常すぎる 異禄Side︰R』- 主演 レイド・ノクター 役（2022年2月16日 - 20日 、Big Tree Theater）
- 『2.5次元ダンスライブ「ツキウタ。」ステージ 第12幕 裏斬心-Children are sometimes ruthless and cruel.-」』- 御風呂庵 役（2022年3月27 - ４月3日 、日本青年館ホール）
- ミュージカル『ピオフィオーレの晩鐘』- ニコラ・フランチェスカ 役（2022年5月5日 - 15日、サンシャイン劇場）
- 饗宴『茜さすセカイでキミと詠う～絆～』再演（2022年6月17日 - 20日、飛行船シアター）- 主演 高杉晋作 役
- 『五十嵐啓輔オムニバスコメディ作品集　バブルメイカー〜夏の自由研究〜』（7月2７日 – 8月1日、四ツ谷3丁目ドリームシアター）
- ゼロテラ /001『クラド』（9月28日 - 10月2日、六行会ホール）- 主演 新國アラト 役
- 人狼系推理バトル『レジスタンスイレブン～集いはハロウィンで～』（10月29日 - 30日、コフレリオ新宿シアター）
- 音楽劇『ジェイド・バイン』（11月17日 - 23日、シアタ−1010）- エルモア・オルゴナイト 役　
- 『茜さすセカイでキミと詠う~縁~』（12月16日 - 19日、飛行船シアター）− 主演 高杉晋作 役
- 朗読劇『グーとパーでチョキを出す 2022』 （12月21日 - 12月25日、四谷3丁目ドリームシアター）− 主演 タカヤマタイシ役　※Wキャスト

2023年
- 舞台『オッドタクシー 金鋼石は傷つかない』（2023年1月25日 - 31日、東京：大手町三井ホール / 2月4日 - 5日、大阪：COOL JAPAN PARK OSAKA） - 今井 役
- 『滄海天記~陽炎編』（2月10日 - 14日、シアター1010　- カズヤ 役
- 『ソングマン~飛べ!三ツ矢高校・男子コーラス部~』（3月21日 - 26日、こくみん共済coopホール/スペース・ゼロ）- 向井翔 役
- 舞台『COLOR CROW 黑韻之翼』（2023年5月4日 - 13日、シアター1010）- 八神優斗役
- ゼロテラ /002『クラド 弐心協奏』（2023年6月1日 - 4日、六行会ホール）- 主演 新國アラト 役
- ４S企画vol.1 　ミュージカル『人間ライブラリ』（2023年８月9日 - 13日、上野ストアハウス）- ジョウ（チームA）役　※Wキャスト
- 舞台『爆劔～源平最終決戦～』（2023年9月14日 - 19日、CBGKシブゲキ!!）- 源頼朝　役
- 舞台『オッドタクシー 金剛石は傷つかない』再演（2023年11月8日 - 12日、シアター1010 / 11月15日、福岡市民会館 / 11月17日、サンケイホールブリーゼ ※福岡・大阪公演は制作上の都合による問題で中止 / 11月25日 - 26日、海老名市文化会館 大ホール） - 今井 役

2024年
- 人狼系推理バトル『レジスタンスイレブン～陰謀を阻止せよ～』（2024年1月7日、CBGKシブゲキ!!）
- 舞台『COLOR CROW -黄靱之翼-』（2024年2月10日 - 18日、こくみん共済coopホール/スペース・ゼロ） - 八神優斗 役
- ミュージカル『悪ノ娘』（2024年3月13日 - 17日、こくみん共済 coop ホール/スペース・ゼロ） - アルカトイル 役
- 舞台『恋と呼ぶには気持ち悪い』（2024年4月26日 - 5月5日、ヒューリックホール東京 / 5月10日 - 12日、COOL JAPAN PARK OSAKA TTホール） - 益田 役
- Identity V STAGE Episode4 『Phantom of The Monochrome』（2024年5月30日 - 6月2日、IMM THEATER）（2024年6月6日 - 9日、ヒューリックホール東京）- サバイバー／占い師（イライ・クラーク） 役
- ゼロテラ /001+『新約（しんやく）クラド』（2024年7月11日 - 14日、六行会ホール）- 主演 新國アラト 役
- 「Identity V STAGE Episode5 『Break the Golden Night』」（2024年10月10日 - 20日、シアターH）- サバイバー／占い師（イライ・クラーク） 役
- 演劇ユニット 爆走おとな小学生 朗読劇『カラフル』再々演（2024年11月7日 - 10日、CBGKシブゲキ!!）- 主演 ぼく 役　※Wキャスト
- 舞台『爆剣-帝国幻想兵団』（2024年12月19日 - 23日、CBGKシブゲキ!!）- 源頼朝 役
- Mystery Theater vol.2『スターライドオーダー2』（2024年12月29日、ブルースクエア四谷）

2025年
- eeo Stage reading 朗読劇『はなしぐれ』（2025年1月9日 - 13日、CBGKシブゲキ!!） - 北井道留 役
- 舞台『拝啓、親愛なる魔法使いのあなたへ』（2025年1月29日 - 2月2日、六行会ホール）- リューン 役
- 人狼系推理バトル『レジスタンスイレブン〜潜春と謀略の交差点〜』（2025年2月28日 - 3月2日、CBGKシブゲキ!!）
- Identity V STAGE 『大感謝祭2025 ～サバイバー＆ハンター大集合!!～』（2025年4月11日 - 13日、サンシャイン劇場）- サバイバー／占い師（イライ・クラーク） 役
- 舞台『華の天羽組-羽王戦争編-Powered by ヒューマンバグ大学』前編（2025年5月17日 - 25日、新宿FACE）- 浅倉潤 役
- 舞台『THE VILLAINS～ダークフェルの悪夢～』（2025年7月9日 - 13日、六行会ホール）- セバスチャン・モラン 役
- 『キューピット・パラサイト The Stage』再演（2025年7月24日 - 28日、ラゾーナ川崎プラザソル）-日替わりゲスト 役 ※7月28日ゲスト出演

- 舞台『スタンドマイヒーローズ』（2025年9月3日 - 14日〈予定〉、シアターサンモール） - 宮瀬豪 役

### テレビドラマ
- 青春探偵ハルヤ（2016年）
- スミカスミレ（2016年）

### ネットドラマ
- ネット怪談×百物語 シーズン5（2020年 - 2021年） - 網舎 役

### MV
- 親盛えみり「始まりは終わりの次に」（2017年）

### ラジオ
※はインターネット配信。
- 音泉キング「下野紘」のラジオ きみはもちろん、＜音泉＞ファミリーだよね?（2018年 - 、音泉※）[24]
- infinit0ラジオ（2018、御風呂庵役）
- 音泉ジュニアラジオ「佐藤祐吾、千葉瑞己の筋トレ男子」（2018年、音泉※）
- 音泉ジュニアラジオ「千葉瑞己・佐藤元・五十嵐巧巳のカラオケ男子会」（2019年、音泉）[25]
- ツキプロ★ナイト（2019年、超！A&G＋）パーソナリティ

### イベント
2020年
- 五十嵐家ファンクラブ集会Vol,5『新春！新笑！そして新章へ！』3部構成（2020年1月11日、高円寺 Studio K）
- 小山剛志カラオケ企画第11弾『カラオケMAX』（2020月2月8日、カルッツかわさき 川崎市スポーツ・文化総合センター)
- MMC『カラオケしようよ♪』（2020年6月30日）※無観客配信
- 五十嵐家ファンクラブ集会Vol.8『いがコントーク』（2020年7月23 - 24日、R'sアートコート）※24日1部のみ出演なし
- RaBo produce『おいでんまい！！！日々、感謝しとるんよvol.21 〜お待たせしましたお待たせし過ぎたかもしれません。やりたい事もできないこんな世の中じゃPUNPUN。でもみんなで乗り切ろう！心のソーシャルディスタンスは無視して、風と共に去りぬ。ナイスですね！そしてあの人のお誕生日を祝っちゃう！？SPECIALすぺしゃる～』（2020年8月2日）※無観客配信
- 五十嵐家ファンクラブ集会『写真集発売記念トークイベント』（2020年10月3日、高円寺 Studio K）
- フットサルボーイズ!!!!!【第4試合】はじめまして！練習試合応援ミニイベント 恒陽学園VS桃実高校（2020年12月27日）※無観客配信

2021年
- フットサルボーイズ!!!!!『合同練習試合イベント』　―勝利に向かってステップアップ！― ★DAY MATCH（2021年2月13日、墨田区総合体育館　サブアリーナ）
- RaBo produce新感覚即興インプロイベント『Theaterlive Vol.10』（2021年4月3日、MUSEモード音楽学院本館）
- 『瀬戸啓太 26th BIRTHDAY EVENT』 2部、3部（2021年4月4日、東京シダックスカルチャーホール）
- フットサルボーイズ!!!!!公開練習（2021年5月1日）※無観客配信
- 『図ったん×ひょったんvol.5』（2021年6月6日、新宿文化センター 小ホール）
- 『Job×Chan!! サマーイベント おかわり！』（2021年7月25日、新宿文化センター 小ホール）
- 『BrightStar ～Stargazer～ 発売記念イベント』（2021年10月10日、ステラワース店舗 ）
- 『図ったん×ひょったんvol.６』（2021年10月16 - 17日、四谷3丁目ドリームシアター）
- 舞台『みんなでメイキングBL 前夜祭』（2021年10月21日、アトリエファンファーレ東新宿）
- サルボチャンネル!!!!! 『公開生配信 恒陽学園 VS 桃実高校』（2021年10月30日、すみだフットサルアリーナ）
- 『OBONRO CINEMA MUSEUM』10:00～ヴルルの島（2021年11月20日、Hall Mixa）
- 『瀬戸啓太　BIRTHDAY EVENT 2021』3部、4部（2021年11月20日、東京証券会館）
- 『Get Ready!!フットサルボーイズ!!!!! ハイファイカップ～僕たちのデビュー戦 ！～』NIGHT MATCH（2021年12月29日、フットサルステージ）

2022年
- 須賀京介FC限定イベント『THE・DAY』（2022年1月22日）
- 鈴木遥太 『Birthday Event2022』1部（2022年1月30日）
- 『Job×Chan!! ウィンターイベント』（2022年2月27日、Hall Mixa）
- REALIVE!『2ndAnniversary Webサイン会』（2022年3月13日）
- 『図ったん×ひょったんBirthday Event2022』（2022年6月26日）
- ムービックステージ抽選オンライントークイベント（2022年7月23日）
- 『図ったん×ひょったんvol10』（2022年8月6日、四ツ谷3丁目ドリームシアター）
- T-gene学園vol.2『おしえて、彪先生』（2022年8月14日、代々木ミューズホール）
- 須賀京介FCイベント『第四回秘密結社決起集会』（2022年8月27日、WALOOP押上スタジオ）
- フットサルボーイズ Autumn Sunny Cup~本気男子の頂点へ!~（2022年9月4日 、J-SOCIETY FOOTBALL PARK 多摩）
- 『Job×Chan!! オータムイベント』（2022年10月8日、STUDIOY's）
- ライブ「ZERO GRAViTY Fes2022（2022年10月9日、代官山UNIT）
- ライブ「pioniX LIVE 2022　NIXLIVE」（2022年10月16日、ヒューリックホール東京）
- 須賀京介秘密結社イベント『ハロウィーンの予兆〜豊洲の残り香を感じて〜』（2022年10月22日）
- 『千葉瑞己2023年カレンダーリリース記念イベント』（2022年11月26日）
- 須賀京介FC限定配信イベント（2022年12月24日）
- 『アレグロフェローチェ』発売記念イベント＆お渡し会（2022年12月26日）
- 鷲尾修斗35thバースデーイベント 2部（2022年12月27日）
- シチュトレ！オンラインファンミーティングvol.1（2022年12月29日）

2023年
2024年
2025年

- 『縣豪紀 33rd Birthday Event』2部（2025年1月18日、DDD青山クロス）
- 『Kyosuke Suga 31st Birthday Event』1部（2025年1月25日、PLUG IN STUDIO）
- 『千葉瑞己 Birthday Party 2025』（2025年2月15日、GOTANDA G4）
- W生誕『笠原組、斉藤組 合同祝賀会』2部（2025年3月1日、Route Theater）
- 『千葉瑞己2025年4月始まりカレンダー発売記念イベント』（2025年3月21日、東京-HMV&BOOKS SPOT SHINJUKU B1F）
- 『千葉瑞己2025年4月始まりカレンダー発売記念トークイベント＆特典会』（2025年3月22日、Route Theater）
- 展示『PLAYLANDART 展 YOU KNOW WHAT ？』（2025年4月5日 - 6日、代官山ヒルサイドテラス）
- 『平賀勇成バースデーイベント2025』2部（2025年4月24日、高田馬場BSホール）
- 舞台『拝啓、親愛なる魔法使いのあなたへ』アフタートークイベント（2025年4月26日、HYPERMIX門前仲町）
- 『K’s Festival 2nd~ Spring Festival !! ~』（2025年4月26日、AZABU balloon）
- 『こうゆう人』イベント　vol.9（2025年6月7日、代々木ミューズホール）

### その他
- TikTokLIVE毎日配信（2023年4月3日〜配信開始）
- YouTubeチャンネル 限界オタクSTUDIO （2020年4月〜2024年6月14日）
- Kindle写真集「全国美男子行脚」【7-1 千葉瑞己 サイドA】 【7-2 千葉瑞己 サイドB】 （2020年10月発売）
- Kindle写真集「全国美男子行脚」【6-1 五十嵐啓輔・千葉瑞己 サイドA】 【6-2 五十嵐啓輔・千葉瑞己 サイドB】 （2020年10月発売）
- アプリ KISSMILLe（キスミル）～100シーンの恋・チャット小説～「君としたい、キスがある〜kiss１:陸斗〜」（2020年８月配信開始）- 陸斗 役
- アプリ KISSMILLe（キスミル）俳優コラボチャット小説「#100キス」『君のいる場所』（2021年3月配信開始）- 陽太郎 役
- アプリ KISSMILLe（キスミル）俳優コラボチャット小説「#100キス」『花の香りとキケンな恋』（2021年5月配信開始）- 春馬 役
- アプリ KISSMILLe（キスミル）俳優コラボチャット小説「#100キス」『私たちは、恋をしている』（2021年6月配信開始）- 真翔 役
- アプリ KISSMILLe（キスミル）～100シーンの恋・チャット小説～「君としたい、キスがある〜2nd Season〜」（2021年9月配信開始）- 凛太郎 役
- Web配信バラエティ｢Job×Chan!!〜それ僕たちにやらせてください〜｣（2021年4月〜公開）
- 酒男子チャンネル（2021年-、シャオシン[26]）
- OSIRU メインサポーター
- 千葉瑞己カレンダー2023 発売 （2022年11月）
- 千葉瑞己カレンダー2024 発売 （2023年12月）
- 千葉瑞己カレンダー2025 発売 （2025年3月）

## ディスコグラフィ

### シングル
| 発売日         | タイトル   | 規格品番 | 備考                                                              |
| -------------- | ---------- | -------- | ----------------------------------------------------------------- |
| 2020年1月17日  | Diagnosis  | IDVS-1   | 舞台『Identity V STAGE Episode1『What to draw』Side:S』主題歌     |
| 2020年8月28日  | High & Low | IDVS-6   | 舞台『Identity V STAGE Episode2『Double Down』』主題歌            |
| 2020年10月30日 | 生きて     | IDVS-11  | 舞台『Identity V STAGE Episode3『Cry for the moon』Side:S』主題歌 |

### キャラクターソング
| 発売日   | 商品名                                           | 歌 | 楽曲                                      | 備考                                                                     |
| 2019年   | 2019年                                           | 2019年                                                                                                   | 2019年                                    | 2019年                                                                   |
| -------- | ------------------------------------------------ | --- | ----------------------------------------- | ------------------------------------------------------------------------ |
| 7月26日  | 0                                                | infinit0                                                                                                 | 「0×0＝∞ -インフィニート-」               | Webラジオ『infinit0ラジオ』オープニングテーマ                            |
| 7月26日  | 0                                                | infinit0                                                                                                 | 「Take it easy」                          | Webラジオ『infinit0ラジオ』エンディングテーマ                            |
| 7月26日  | 0                                                | infinit0                                                                                                 | 「アドレナリンKISS」                      | キャラクターCD『infinit0』関連曲                                         |
| 10月25日 | Road to my honey!!                               | 御風呂庵（千葉瑞己）                                                                                     | 「Road to my honey!!」                    | キャラクターCD『infinit0』関連曲                                         |
| 10月2日  | Virgin Sky/愛がある限りここにいる                | 帝都東神楽舞隊基地・所属舞官                                                                             | 「Virgin Sky」                            | ゲーム『REALIVE!〜帝都神楽舞隊〜』オープニングテーマ                     |
| 10月2日  | Virgin Sky/愛がある限りここにいる                | 帝都東神楽舞隊基地・所属舞官                                                                             | 「愛がある限りここにいる」                | ゲーム『REALIVE!〜帝都神楽舞隊〜』エンディングテーマ                     |
| 2020年   |                                                  | |                                           |                                                                          |
| 1月29日  | メロスよ/僕も頑張る                              | 七刀星                                                                                                   | 「メロスよ」 「僕も頑張る」               | ゲーム『REALIVE!〜帝都神楽舞隊〜』関連曲                                 |
| 1月31日  | infinit0 Drama vol.1 とある夏の日                | infinit0                                                                                                 | 「love music」                            | キャラクターCD『infinit0』関連曲                                         |
| 2月28日  | infinit0 Drama vol.2 花                          | infinit0                                                                                                 | 「Unrequited flowers」                    | キャラクターCD『infinit0』関連曲                                         |
| 7月31日  | infinit0 Drama innovation                        | infinit0                                                                                                 | 「Infini-Tribe」                          | キャラクターCD『infinit0』関連曲                                         |
| 8月28日  | ソラヲワタルカゼ                                 | infinit0                                                                                                 | 「ソラヲワタルカゼ」 「晴れ渡る空の下で」 | 舞台『TSUKIPRO STAGE キソセカイステージ:eins『ソラヲワタルカゼ』』主題歌 |
| 11月27日 | pioniX Xtory -起-                                | pioniX                                                                                                   | 「SHINE FOR US」                          | キャラクターCD『pioniX』関連曲                                           |
| 12月25日 | pioniX Xtory -承-                                | pioniX                                                                                                   | 「doubt」                                 | キャラクターCD『pioniX』関連曲                                           |
| 2021年   |                                                  | |                                           |                                                                          |
| 1月28日  | pioniX Xtory -転-                                | pioniX                                                                                                   | 「キミへ」                                | キャラクターCD『pioniX』関連曲                                           |
| 2月26日  | pioniX Xtory -結-                                | pioniX                                                                                                   | 「Ready to fly」                          | キャラクターCD『pioniX』関連曲                                           |
| 5月28日  | pioniX SEASONS 春惜しむ                          | pioniX                                                                                                   | 「春風」                                  | キャラクターCD『pioniX』関連曲                                           |
| 8月27日  | pioniX SEASONS 炎昼                              | pioniX                                                                                                   | 「Glare Down」                            | キャラクターCD『pioniX』関連曲                                           |
| 11月26日 | pioniX SEASONS 天高し                            | pioniX                                                                                                   | 「変身」                                  | キャラクターCD『pioniX』関連曲                                           |
| 2022年   |                                                  | |                                           |                                                                          |
| 2月9日   | フットサルボーイズ!!!!! プレイヤーソングアルバム | フットサルボーイズ!!!                                                                                    | 「Higher Goals」                          | ゲーム『フットサルボーイズ!!!!! ハイファイリーグ』主題歌                 |
| 2月9日   | フットサルボーイズ!!!!! プレイヤーソングアルバム | 昂守希（佐久間貴生）、十河夏輝（千葉瑞己）、相庭京介（浦和希）、花村理央（多田啓太）、鞍馬雪丸（上村源） | 「WE ARE FUN☆TASISTA」                    | 『フットサルボーイズ!!!!!』関連曲                                        |

### その他の参加作品
| 発売日        | 商品名          | 歌                                             | 楽曲                | 備考                                            |
| ------------- | --------------- | ---------------------------------------------- | ------------------- | ----------------------------------------------- |
| 2020年3月20日 | Fabula -お伽噺- | 千葉瑞己&堀田竜成                              | 「Fabula -お伽噺-」 | 音楽劇『黒と白 -purgatorium-』劇中歌            |
| 2021年1月29日 | Error           | 須賀京介×千葉瑞己×吉田知央                     | 「Error」           | 音楽劇「黒と白 -purgatorium- ad libitum」劇中歌 |
| 2021年8月27日 | 大地と命の賛歌  | 塩澤英真×須賀京介×千葉瑞己×植田慎一郎×鈴木遥太 | 「大地と命の賛歌」  | 音楽劇「黒と白-purgatorium- amoroso」劇中歌     |